# Arktyczna gorączka
Arktyczna gorączka (ang. Arctic Heat lub Born American) – amerykańsko-fiński film fabularny z roku 1986. Był to jeden z pierwszych filmów Renny’ego Harlina, który wsławił się później Szklaną pułapką 2 (1990). W momencie swojej premiery był również dotychczasowo najdroższym filmem fińskim (budżet wynosił prawie 3,5 miliona dolarów).
Film nie pokrył kosztów produkcji, w Stanach Zjednoczonych zarobił łącznie zaledwie 3 388 020 dolarów (z czego 2 225 475 $ w pierwszy weekend wyświetlania go w kinach).
Początkowo gwiazdą filmu miał być Chuck Norris, lecz w wyniku komplikacji, aktor musiał zrezygnować z występu. W głównej roli obsadzony został jego syn, Mike Norris.
W Polsce film dołączono jako dodatek DVD do magazynu Kino domowe.

## Fabuła
Czas zimnej wojny pomiędzy Stanami Zjednoczonymi i Związkiem Radzieckim. Trzech amerykańskich studentów postanawia spędzić wakacje w Finlandii. Dla zabawy przekraczają radziecką granicę i bawią się w szpiegowanie strażników. Konsekwencje okazują się jednak poważne. Przyjaciele zostają schwytani i trafiają do sowieckiego więzienia o zaostrzonym rygorze. Jedynym wyjściem może być ryzykowna ucieczka.

## Obsada
- Mike Norris jako Savoy
- Steve Durham jako Mitch
- David Coburn jako K.C.
- Thalmus Rasulala jako admirał
- Albert Salmi jako emisariusz Stanów Zjednoczonych
- Jouni Takamäki jako prowadzący przesłuchanie i tortury
- Piita Vuosalmi jako Nadja
- Vesa Vierikko jako Kapsky
- Ismo Kallio jako Zarkov
- Laura Heimo jako Irina
- Antti Horko jako Cossack
- Pauli Virtanen jako Sergei
- Robert Stack jako głos admirała (poza czołówką)
- Renny Harlin jako męski głos z głośników na statku (poza czołówką)